# 더 버터플라이
《더 버터플라이》(영어: Butterfly on a Wheel, 미국: 영어: Shattered, 유럽: 영어: Desperate Hours)는 영국과 캐나다에서 제작된 마이크 베이커 감독의 2007년 스릴러 영화이다. 피어스 브로스넌이 제작에 참여하였고, 브로스넌, 제라드 버틀러 등이 출연하였다.

## 줄거리
일견 완벽해보이는 가정의 부부 닐과 애비는 어린 딸 소피가 한 남자에게 납치된 후 그가 지시하는 대로 속수무책으로 끌려다닌다.

## 출연
- 피어스 브로스넌 - 톰 라이언 역
- 제라드 버틀러 - 닐 랜들 역
- 마리아 벨로 - 애비 랜들 역
- 클로뎃 밍크 - 주디 라이언 역
- 캘럼 키스 레니 - 맥길 형사 역
- 피터 켈러건 - 칼 그레인저 역
- 니컬러스 리 - 제리 크레인 역
- 에마 커완디 - 소피 랜들 역
- 서맨사 페리스 - 다이앤 역
- 더스틴 밀리건 - 맷 라이언 역
- 데저레이 주라우스키 - 헬렌 슈라이버 역
- 맬컴 스튜어트

## 제작
피어스 브로스넌이 2005년 말 이 영화의 캐스팅에 참여하였다.
영화 촬영은 2006년 2월 시작되어 2006년 5월 끝이 났다.

## 기타 제작진
- 총괄 제작: 어맨다 스커라노
- 공동 제작: 론 매클라우드
- 배역: 하이키 브랜드스태터, 코린 메이어스
- 미술: 롭 그레이
- 의상: 존 블룸필드